# Universidad Estatal de Bowling Green
La Universidad Estatal de Bowling Green es una universidad pública ubicada en Bowling Green, Ohio. La universidad tiene unos 22.986 estudiantes. Fue fundada en 1910. El actual presidente de la universidad es Rodney K. Rogers.

## Oferta educativa
La universidad tiene ocho facultades en cuales se puede recibir una nivel de licenciatura, máster, o doctorado. En total, ofrece más que 200 especialidades.

## Deportes
Los equipos deportivos de la universidad se llaman los Halcones (Falcons en inglés). Tienen 7 equipos masculinos y 10 femeninos, la mayoría de los cuales compiten en la Mid-American Conference de la División I de la NCAA. El equipo masculino de hockey sobre hielo juega en la Western Collegiate Hockey Association. Los Halcones rivalizan con la Universidad de Toledo, una universidad solo 32 kilómetros al norte. 